# Юліус Вагнер-Яурегг
Ю́ліус Ва́гнер Рі́ттер фон Я́урегг (нім. Julius Wagner Ritter von Jauregg), після скасування дворянських титулів у  Австрії — Ю́ліус Ва́гнер—Я́урегг (нім. Julius Wagner-Jauregg; 7 березня 1857, Вельс, Верхня Австрія — 27 вересня 1940, Відень, Австрія) — австрійський психіатр, лауреат Нобелівської премії з фізіології або медицини у 1927 році.

## Біографія
Юліус Вагнер-Яурегг народився 7 березня 1857 року у Велсі, Австрія. Його батько Адольф Йоганн Вагнер. Молодий Юліус відвідував віденську «Schottengymnasium» перед тим, як вступив до Віденського університету. Там, в інституті загальної та експериментальної патології з 1874 по 1880 рік він вивчав медицину. Закінчивши Віденський університет, захистив у 1881 році дисертацію на здобуття ступеня доктора медицини на тему — «L'origine et la fonction du couer accelere». Деякий час працював у цьому університеті на кафедрі психіатрії, але залишив її у 1882 році.
Залишивши кафедру, він почав проводити лабораторні експерименти з тваринами, що було не дуже поширеним у той час. З 1883 по 1887 роки Вагнер-Яурегг працював у психіатричній клініці (разом з Максиміліаном Лейдесдорфом), попри те, що патологія нервової системи не була його спеціалізацією. У 1889 році Вагнер-Яурегг став продовжувачем справи відомого доктора Ріхарда фон Крафта-Ебінга у психіатричній клініці Грацького університету. Там же він почав здійснювати свої дослідження зобу, кретинізму і впливу йоду. У 1893 році він став позаштатним професором психіатрії та нервових хвороб, а також директором клініки нервових та психічних хвороб у Відні, замінивши на цьому посту Теодора Мейнерта. Студентом та одночасно асистентом Вагнер-Яурегга у цей час був Константін фон Економо, який надалі описав летаргічний енцефаліт.
Згодом, через десять років, у 1902 році, Вагнер-Яурегг перейшов до психіатричної клініки при загальному госпіталі, але у 1911 році повернувся на колишню посаду. Протягом кількох років очолював притулок для душевнохворих у Троппау. Автор робіт, присвячених лікуванню кретинізму і зобу препаратами щитоподібної залози і малими дозами йоду.

## Нобелівська премія
Основна робота, яку проводив вчений упродовж життя була пов'язана з лікуванням психічних хвороб із застосуванням штучно породженої гарячки. Цей підхід відомий як піротерапія. У 1887 році Вагнер-Яурегг дослідив вплив гарячкових хвороб на психози, використовуючи стрептококовий токсин і туберкулін (відкриті у 1890 році Робертом Кохом). Оскільки ці методи лікування працювали не дуже ефективно, у 1917 році він використав зараження плазмодіями — малярійними паразитами — метод, що дуже добре себе виявив у випадку прогресивного паралічу (лат. dementia paralytica, також відомого як «параліч божевільних»), який виникав на пізній стадії сифілісу. За це відкриття йому було присуджено Нобелівську премію у 1927 році. Його основною науковою роботою була книга, що називалася «Verhütung und Behandlung der progressiven Paralyse durch Impfmalaria»(нім.), що вийшла в світ у пам'ятному випуску «Handbuch der experimentellen Therapie» (нім.), (1931).

## Лікування психозів сексом
Вагнер-Яурегг призначав препарати щитоподібної залози і яєчників молодим психотичним пацієнтам, у яких спостерігали затримку статевої зрілості. Таке лікування спричиняло розвиток вторинних статевих ознак, що у свою чергу вело до зменшення психотичних явищ. Інших хворих, що через надмірну мастурбацію вважали шизофреніками, Вагнер-Яурегг стерилізував, що спричиняло покращення стану.

## Вихід на пенсію
У 1928 році Вагнер-Яурегг залишив свою посаду, але був активним і перебував у доброму здоров'ї аж до своєї смерті у вересні 1940 року. Перебуваючи на пенсії він опублікував близько 80 наукових робіт. Багато шкіл, доріг та лікарень були названі на його честь у Австрії.

## Погляди і зв'язок з ідеологієюнацизму
Вагнер-Яурегг дотримувався нацистських поглядів, був відомим антисемітом(хоча його перша дружина — Бальбіна Фрумкін, з якою він розлучився у 1930 році — була єврейкою) та ідейним нацистом, Було заявлено про те, що він вступив у партію незабаром після аншлюсу Австрії Німеччиною у 1938 році. Однак, комісія по денацифікації у Австрії у 2004 році визнала ці дані спірними (можливо для того, щоб підтримати добре ім'я закладів, названих на честь вченого).
Вагнер-Яурегг захищав ідеологію расової гігієни, з-поміж його студентів був і Алексадер Пілш, який увійшов в історію як автор стандартного посібника по расовій психіатрії і критикував євреїв за їхню схильність до розумових хвороб.
Вагнер-Яурегг також був прихильником примусової стерилізації психічно хворих і злочинців,,наприклад, підтримав цю концепцію у 1935 році, будучи членом Австрійського Антропологічного Товариства.
Юліус Вагнер-Яурегг був президентом Австрійської Ліги Расового відновлення і Спадковості, яка пропагувала і захищала стерилізацію людей з «поганою» спадковістю.